# モンテ・ロベルト
モンテ・ロベルト（伊: Monte Roberto）は、イタリア共和国マルケ州アンコーナ県にある、人口約3,000人の基礎自治体（コムーネ）。

## 地理

### 位置・広がり
アンコーナ県のコムーネ。県都・州都アンコーナから西南西へ34kmの距離にある。

#### 隣接コムーネ
隣接するコムーネは以下の通り。
- カステルベッリーノ
- クプラモンターナ
- イェージ
- マイオラーティ・スポンティーニ
- サン・パオロ・ディ・イェージ

### 気候分類・地震分類
モンテ・ロベルトにおけるイタリアの気候分類 (it) および度日は、zona E, 2158 GGである。
また、イタリアの地震リスク階級 (it) では、zona 2 (sismicità media) に分類される。

## 行政

### 分離集落
モンテ・ロベルトには、以下の分離集落（フラツィオーネ）がある。
- Pianello Vallesina, Ponte Pio, Sant'Apollinare, Costa

## 姉妹都市
- Fontanil-Cornillon、フランス - 1992